# Ana de Swidnica
Ana de Świdnica (em alemão: Anna von Schweidnitz; Świdnica, 1339  – Praga, 11 de julho de 1362) foi Rainha da Boémia, Rainha da Germânia, e Imperatriz do Sacro Império Romano-Germânico. Ela era a terceira esposa do Imperador Carlos IV.

## Biografia
Ana era filha do Duque Henrique II de Swidnica-Jauer.(Świdnica e Jawor) da família dos Piast da Silésia - pertencente à Dinastia Piast. A sua mãe foi Catarina da Hungria, filha de Carlos I da Hungria.
O pai de Ana faleceu quando ela tinha quatro anos, e o seu tio, sem filhos, Bolco II, Duque de Swidnica-Jawor, tornou-se o seu guardião. Ela foi criada e educada pela mãe em Visegrád na Hungria. Quanto tinha 11 anos de idade, Ana foi prometida para Venceslau, o filho recém-nascido e sucessor de Carlos IV. Depois da morte do bebé Venceslau e da sua mãe Ana da Baviera o Imperador, agora viúvo pediu para casar com Ana. O casamento era parte das estratégias elaboradas por Carlos e o seu pai, já falecido, João I da Boémia para ganhar o controlo sobre a Dinastia Piast na Silésia para o Reino da Boémia. Luís I da Hungria, tio de Ana, e futuro rei da Polónia, foi capaz de ajudá-la a renunciar aos direitos de Swidnica em favor da Casa de Luxemburgo.
Por iniciativa do arcebispo Arnost de Pardubice, o Papa Inocêncio VI emitiu uma dispensa para o casamento, que era necessária devido ao grau de relacionamento entre a noiva e o noivo. Os dois casaram-se a 27 de Maio de 1353, quando Ana tinha 14 anos, e o esposo 37. Além destes dois, o guardião de Ana, Bolco II de Swidnica, o casamento foi assistido pelo Duque Alberto II da Áustria, pelo rei Luís I da Hungria, pelo marquês Luís de Brandemburgo, pelo eleitor Rodolfo I da Saxônia, por um enviado do rei Casimiro III da Polónia, e por um enviado da República de Veneza.
A 28 de julho de 1353, Ana foi coroada Rainha da Boémia, em Praga, pelo arcebispo Arnost de Pardubice. A 9 de fFevereiro de 1354, em Aachen, ela foi coroada rainha da Germânia. Como parte da coroação de Carlos como Sacro Imperador a 5 de abril de 1355, na romana Basílica de São Pedro, Ana foi coroada Imperatriz do Sacro Império Romano. Ela foi, portanto, a primeira rainha da Boémia a tornar-se Imperatriz.
Em 1358, Ana teve uma filha, Isabel, que foi nomeada depois por Isabel da Boémia. Em Fevereiro de 1361, Ana tornou-se mãe do desejado sucessor ao trono, Venceslau, que nasceu em Nuremberga, e foi baptizado a 11 de Abril pelos arcebispos de Praga, Cologne, e Mogúncia. Ana não viveu para poder ver a coroação de Venceslau, com apenas dois anos de idade, pois falece a 11 de Julho de 1362, durante o parto do terceiro filho, com apenas 23 anos de idade. Ana está sepultada na Catedral de São Vito. O Imperador voltou a casar, desta vez com Isabel da Pomerânia, um ano depois. Os ducados de Schweidnitz e Jauer passaram para a Boémia após a morte de Bolko em 1368.